# Yoji Sasaki
Yoji Sasaki (født 2. juli 1992) er en japansk fodboldspiller, som spiller for den japanske fodboldklub Kataller Toyama.